# پروتئوس (نرم‌افزار)
مجموعه نرم‌افزاری Proteus Design Suite یک مجموعه ابزار نرم‌افزاری مالکیتی است که عمدتاً برای اتوماسیون طراحی الکترونیکی استفاده می‌شود. این نرم‌افزار به طور عمده توسط مهندسان و تکنسین‌های طراحی الکترونیک برای ایجاد شماتیک‌ها و چاپ‌های الکترونیکی جهت تولید بردهای مدار چاپی استفاده می‌شود.این نرم‌افزار توسط شرکت Labcenter Electronics Ltd در یورک‌شر انگلستان توسعه یافته و به زبان‌های انگلیسی ، فرانسوی، اسپانیایی و چینی موجود است.

## تاریخچه
اولین نسخه از آنچه اکنون به عنوان Proteus Design Suite شناخته می‌شود، در سال ۱۹۸۸ با نام PC-B و توسط رئیس شرکت، جان جیمسون، برای سیستم عامل DOS نوشته شد. در سال ۱۹۹۰، پشتیبانی از Schematic Capture (رسم شماتیک) به آن اضافه شد و به‌زودی به محیط ویندوز منتقل شد. در سال ۱۹۹۶، شبیه‌سازی حالت مختلط SPICE به Proteus اضافه شد و در سال ۱۹۹۸ شبیه‌سازی میکروکنترلر نیز به آن افزوده شد. در سال ۲۰۰۲، قابلیت Autorouting مبتنی بر شکل‌ها اضافه شد و در سال ۲۰۰۶ یک به‌روزرسانی بزرگ دیگر با قابلیت Visualization (بصری‌سازی) سه‌بعدی برد انجام شد. در سال‌های اخیر، یک محیط یکپارچه توسعه (IDE) برای شبیه‌سازی در سال ۲۰۱۱ افزوده شد و در سال ۲۰۱۵ قابلیت واردات/صادرات MCAD اضافه شد. پشتیبانی از طراحی‌های با سرعت بالا نیز در سال ۲۰۱۷ ارائه شد. عرضه‌های محصول مبتنی بر ویژگی‌ها معمولاً به‌صورت نیم‌سالانه هستند، در حالی‌که بسته‌های خدماتی (Service Pack) بر اساس نیاز منتشر می‌شوند.

#### ماژول‌های محصول
Proteus Design Suite یک نرم‌افزار ویندوزی برای رسم شماتیک، شبیه‌سازی و طراحی بردهای مدار چاپی (PCB) است. این نرم‌افزار با پیکربندی‌های مختلف، بسته به اندازه طرح‌ها و نیاز به شبیه‌سازی میکروکنترلرها، قابل خریداری است. تمام محصولات طراحی PCB شامل یک Autorouter و قابلیت‌های شبیه‌سازی حالت مختلط SPICE هستند.

#### رسم شماتیک
رسم شماتیک در Proteus Design Suite هم برای شبیه‌سازی طرح‌ها و هم به‌عنوان مرحله طراحی پروژه‌های برد مدار چاپی استفاده می‌شود. بنابراین، این بخش یک جزء اصلی است و در تمام پیکربندی‌های محصول گنجانده شده است.

#### شبیه‌سازی میکروکنترلر
شبیه‌سازی میکروکنترلر در Proteus از طریق اعمال یک فایل hex یا فایل دیباگ به قسمت میکروکنترلر در شماتیک انجام می‌شود. این شبیه‌سازی همراه با هر الکترونیک آنالوگ و دیجیتالی که به آن متصل است، به‌صورت هم‌زمان انجام می‌شود. این قابلیت، کاربردهای گسترده‌ای در پروتوتایپ‌سازی پروژه‌ها در زمینه‌هایی مانند کنترل موتورها، کنترل دما و طراحی رابط کاربری دارد. همچنین در میان جامعه علاقه‌مندان به الکترونیک و به‌عنوان ابزاری آموزشی یا آموزشی مورد استفاده قرار می‌گیرد. پشتیبانی از هم‌زمان‌سازی شبیه‌سازی برای میکروکنترلرهای زیر وجود دارد:
- میکروکنترلرهای PIC10، PIC12، PIC16، PIC18، PIC24، dsPIC33، مایکروچیپ
- میکروکنترلرهای Atmel AVR (و آردوینو)، 8051 و ARM Cortex-M3
- میکروکنترلرهای NXP 8051، ARM7، ARM Cortex-M0 و ARM Cortex-M3
- میکروکنترلرهای Texas Instruments MSP430، PICCOLO DSP و ARM Cortex-M3
- میکروکنترلرهای Parallax Basic Stamp، Freescale HC11، 8086

#### طراحی PCB
ماژول طراحی PCB به‌طور خودکار اطلاعات اتصال را از طریق یک نت‌لیست از ماژول رسم شماتیک دریافت می‌کند. این اطلاعات، همراه با قوانین طراحی تعیین شده توسط کاربر و ابزارهای اتوماسیون طراحی مختلف، برای کمک به طراحی برد بدون خطا استفاده می‌شود. بردهای PCB با حداکثر ۱۶ لایه مسی قابل تولید هستند و اندازه طراحی‌ها بسته به پیکربندی محصول محدود می‌شود.

#### تأییدیه سه‌بعدی
ماژول مشاهده سه‌بعدی (3D Viewer) به کاربران اجازه می‌دهد تا برد در حال توسعه را به‌صورت سه‌بعدی مشاهده کنند، به همراه یک صفحه ارتفاع نیمه‌شفاف که نمایانگر محفظه برد است. خروجی STEP سپس برای انتقال به نرم‌افزارهای CAD مکانیکی مانند Solidworks یا Autodesk استفاده می‌شود تا نصب و قرارگیری دقیق برد ممکن شود.